# Assanski jezik
Assanski jezik (ISO 639-3: xss; assan, ассанский язык) izumrli jenisejski jezik koji se do u 18. stoljeće govorio uz rijeku Jenisej u Sibiru.
Assanskim jezikom govorili su pripadnici plemena Assan južno od Krasnojarska, Rusija.